# Malacoctenus zonifer
Malacoctenus zonifer är en fiskart som först beskrevs av Jordan och Gilbert 1882.  Malacoctenus zonifer ingår i släktet Malacoctenus och familjen Labrisomidae. IUCN kategoriserar arten globalt som livskraftig. Inga underarter finns listade i Catalogue of Life.